# Бурдей (Черновицкая область)
Бурдей (укр. Бурдей) — село в Мамаевской сельской общине Черновицкого района Черновицкой области Украины.
До 2020 года входило в Кицманский район
Население по переписи 2001 года составляло 330 человек. Почтовый индекс — 59345. Телефонный код — 3736. Код КОАТУУ — 7322588503.